# Класс 250cc
Класс 250cc — прежний формат соревнований на мотоциклах в чемпионате мира по шоссейно-кольцевым мотогонкам MotoGP. Название класса указывает на максимальный разрешенный рабочий объем двигателей мотоциклов, который был ограничен 250 см³. Присутствовал в чемпионате начиная с дебютного сезона 1949 года. В сезоне 2010 был заменен классом Moto2.

## История
Класс 250cc был введен уже в первом чемпионате мира по шоссейно-кольцевым мотогонкам, который проходил под эгидой международной мотоциклетной федерации (FIM), наравне с классами 500cc, 350cc, 125cc и 600cc с колясками. В первой гонке сезона, которая состоялась 17 июня 1949 года на острове Мэн, победу одержал ирландец Манлиф Баррингтон на мотоцикле Moto Guzzi. Сама гонка состояла из 7 кругов общей протяженностью 264,25 миль, а средняя скорость победителя составила 77,99 миль/час. В те времена британские гонщики часто игнорировали другие европейские этапы, поэтому по итогам сезона лучшим стал итальянец Бруно Руффо.
В 1976 году организаторы соревнований, с целью уменьшения затрат на погоню технологий команд, ограничили максимальное число цилиндров двигателя двумя, а число передач было ограничено на уровне шести.
Последняя гонка класса прошла 8 ноября 2009 года в Валенсии, а ее триумфатором стал испанец Эктор Барбера на Aprilia.

## Рекорды
- Всего за 61-летнюю историю класса становились победителями гонок 140 различных гонщиков[2].
- В общем чемпионом мира класса 250cc хотя бы один раз стало 37 гонщиков, наиболее успешным из которых оказался итальянец Макс Бьяджи, которому 4 сезона подряд не было равных (1994-1997).
- Немец Антон Манг выиграл больше гонок класса — 37, и получил наибольшее количество подиумов — 60.
- Самым молодым чемпионом класса стал испанец Дани Педроса (в сезоне 2004) в возрасте 19 лет и 18 дней; старшим — немец Герман Пауль Мюллер (1955) — 45 лет и 287 дней.
- Самым молодым победителем гонки является опять же Педроса, который выиграл Гран-При Южной Африки—2004 в возрасте 18 лет и 202 дня. Старейший победитель — британец Артур Вилер, которому на момент его триумфа на Гран-При Аргентины сезона 1962 исполнилось 46 лет и 70 дней[3].